# Amrinder Singh
Amrinder Singh (Mahilpur, 27 maggio 1993) è un calciatore indiano, portiere dell'Odisha e della nazionale indiana.

## Carriera

### Club
Ha giocato nella prima divisione indiana.

### Nazionale
Ha giocato nella nazionale indiana Under-23.
Con la nazionale indiana ha preso parte alla Coppa d'Asia 2019 ed alla Coppa d'Asia 2023.

## Statistiche

### Cronologia presenze e reti in nazionale
| Cronologia completa delle presenze e delle reti in nazionale ― India | Cronologia completa delle presenze e delle reti in nazionale ― India | Cronologia completa delle presenze e delle reti in nazionale ― India | Cronologia completa delle presenze e delle reti in nazionale ― India | Cronologia completa delle presenze e delle reti in nazionale ― India | Cronologia completa delle presenze e delle reti in nazionale ― India | Cronologia completa delle presenze e delle reti in nazionale ― India | Cronologia completa delle presenze e delle reti in nazionale ― India |
| Data                                                                 | Città                                                                | In casa                                                              | Risultato                                                            | Ospiti                                                               | Competizione                                                         | Reti                                                                 | Note                                                                 |
| -------------------------------------------------------------------- | -------------------------------------------------------------------- | -------------------------------------------------------------------- | -------------------------------------------------------------------- | -------------------------------------------------------------------- | -------------------------------------------------------------------- | -------------------------------------------------------------------- | -------------------------------------------------------------------- |
| 19-8-2017                                                            | Mumbai                                                               | India                                                                | 1 – 2                                                                | Mauritius                                                            | Amichevole                                                           | -                                                                    | 46’                                                                  |
| 7-6-2018                                                             | Mumbai                                                               | India                                                                | 1 – 2                                                                | Nuova Zelanda                                                        | Coppa Intercontinentale 2018 - 1º turno                              | -2                                                                   |                                                                      |
| 27-12-2018                                                           | Abu Dhabi                                                            | Oman                                                                 | 0 – 0                                                                | India                                                                | Amichevole                                                           | -                                                                    | 46’                                                                  |
| 8-6-2019                                                             | Buriram                                                              | Thailandia                                                           | 0 – 1                                                                | India                                                                | King's Cup 2019 - Finale terzo e quarto posto                        | -                                                                    |                                                                      |
| 13-7-2019                                                            | Ahmedabad                                                            | India                                                                | 2 – 5                                                                | Corea del Nord                                                       | Intercontinental Cup 2019 - 1º turno                                 | -5                                                                   |                                                                      |
| 25-3-2021                                                            | Dubai                                                                | India                                                                | 1 – 1                                                                | Oman                                                                 | Amichevole                                                           | -1                                                                   |                                                                      |
| 5-9-2021                                                             | Katmandu                                                             | Nepal                                                                | 1 – 2                                                                | India                                                                | Amichevole                                                           | -1                                                                   |                                                                      |
| 22-3-2023                                                            | Imphal                                                               | India                                                                | 1 – 0                                                                | Birmania                                                             | Amichevole                                                           | -                                                                    |                                                                      |
| 9-6-2023                                                             | Bhubaneswar                                                          | India                                                                | 2 – 0                                                                | Mongolia                                                             | Coppa Intercontinentale 2023 - 1º turno                              | -                                                                    |                                                                      |
| 15-6-2023                                                            | Bhubaneswar                                                          | India                                                                | 0 – 0                                                                | Libano                                                               | Coppa Intercontinentale 2023 - 1º turno                              | -                                                                    |                                                                      |
| 21-6-2023                                                            | Bengaluru                                                            | India                                                                | 4 – 0                                                                | Pakistan                                                             | SAFF Championship 2023 - 1º turno                                    | -                                                                    |                                                                      |
| 27-6-2023                                                            | Bengaluru                                                            | India                                                                | 1 – 1                                                                | Kuwait                                                               | SAFF Championship 2023 - 1º turno                                    | -1                                                                   |                                                                      |
| 21-11-2023                                                           | Bhubaneswar                                                          | India                                                                | 0 – 3                                                                | Qatar                                                                | Qual. Mondiali 2026                                                  | -3                                                                   |                                                                      |
| 3-9-2024                                                             | Hyderabad                                                            | India                                                                | 0 – 0                                                                | Mauritius                                                            | Coppa Intercontinentale 2024 - 1º turno                              | -                                                                    |                                                                      |
| Totale                                                               |                                                                      | Presenze                                                             | 14                                                                   |                                                                      | Reti                                                                 | -13                                                                  |                                                                      |

## Palmarès

### Club

#### Competizioni nazionali
- I-League: 1

Bengaluru: 2015-2016
- ISL Shield: 1

Mumbai City: 2020-2021
- Indian Super League: 1

Mumbai City: 2020-2021
- Super Cup (India): 1

Odisha: 2023

### Nazionale
- Coppa Intercontinentale (India): 2

2018, 2023
- SAFF Championship: 1

2023

### Individuale
- Indian Super League Golden Glove: 1

Mumbai City: 2016